# Honores coreanos
Los honores coreanos constituyen un sistema recogido en la lengua coreana,  que reconoce y refleja el estatus social jerárquico de los participantes con respecto al sujeto y/o al objeto y/o al público. Los oradores utilizan los honores para indicar su relación social con el destinatario y/o el sujeto de la conversación, en lo que respecta a su edad, condición social, género, grado de intimidad y situación del acto del habla.
Una regla básica de los honores coreanos es ‘hacerse uno mismo inferior'; el hablante puede utilizar formas honoríficas y también utilizar formas humildes para hacerse a sí mismo inferior.
El sistema honorífico se refleja  en las partículas honoríficas, verbos con formas especiales honoríficas o  marcadores honoríficos y formas honoríficas especiales de nombres que incluyen conceptos de dirección.

## Partículas honoríficas en una oración honorífica
El idioma coreano puede indexar la deferencia o el respeto hacia una oración referente en el sujeto o caso dativo mediante la aplicación de opciones léxicas como partículas honoríficas. .
| Sustantivo          | Partículas simples |                  | Partículas honoríficas |
| ------------------- | ------------------ | ---------------- | ---------------------- |
| Partícula de sujeto | Vocal final        | Consonante final | 께서 (-kkeso)          |
| Partícula de sujeto | 가 (-ga)           | 이 (-i)          | 께서 (-kkeso)          |
| Partícula dativa.   | Inanimado          | Vivo             | 께 (-kke)              |
| Partícula dativa.   | 에 (-e)            | 에게 (-egue)     | 께 (-kke)              |

No hay expresión honorífica para'에 (-e)'. La versión honorífica de '에게 (-ege)' es '께 (-kke)'.
Por ejemplo, mientras -선생님- (-sonsengnim-) ‘Profesor’ es neutral y -선생님이- (-sonsengnimi-) denota el papel del sustantivo como el sujeto de la oración, -선생님께서- (-sonsengnimkkeso-)  todavía significa ‘Profesor’, pero indica que la oración en la que ocurre es una oración honorífica y el hablante está tratando el tema, -선생님- (-sonsengnim-), cortésmente.

## Pronombres honoríficos y sustantivos
En el idioma coreano, la forma honorífica de  pronombres en primera persona son formas humildes, y los hablantes lo usan para referirse a sí mismos con pronombres humildes y formas verbales humildes para rebajarse.
|                               | Forma simple | Forma humilde | Traducción |
| ----------------------------- | ------------ | ------------- | ---------- |
| Pronombres en primera persona | 나 (na)      | 저 (jo)       | Yo         |
| Pronombres en primera persona | 우리 (uri)   | 저희 (johui)  | Nosotros   |

Los pronombres en segunda persona no aparecen en conversaciones honoríficas y se utilizan títulos profesionales y términos de parentesco. Los más comunes son términos de parentesco, que se dividen en niveles simples y honoríficos.
El sufijo honorífico -님 (-nim) se fija a muchos términos de parentesco para hacerlos honoríficos. Por lo tanto, alguien puede dirigirse a su propia abuela como 할머니 (halmeoni) pero referirse a la abuela de otra persona como 할머님 (halmeonim).
| Sustantivo          | Honorífico           | Traducción                 |
| ------------------- | -------------------- | -------------------------- |
| 할아버지 (haraboji) | 할아버님 (harabonim) | Abuelo                     |
| 할머니 (halmoni)    | 할머님 (halmonim)    | Abuela                     |
| 아버지 (aboji)      | 아버님 (abonim)      | Padre                      |
| 어머니 (omoni)      | 어머님 (omonim)      | Madre                      |
| 형 (hyeong)         | 형님 (hyeongnim)     | Hermano mayor de un hombre |
| 누나 (nuna)         | 누님 (nunim)         | Hermana mayor de un hombre |
| 오빠 (oppa)         | 오라버니 (oraboni)   | Hermano mayor de una mujer |
| 언니 (onni)         | 언님 (onnim)         | Hermana mayor de una mujer |
| 아들 (adeul)        | 아드님 (adeunim)     | Hijo                       |
| 딸 (ttal)           | 따님 (ttanim)        | Hija                       |

Al contrario que en el idioma japonés, que permite que un título se use solo para dirigirse a las personas cuando se requiere una expresión honorífica (por ejemplo,  社長 (shacho)  'presidente',  教授 (kyojyu)  ' profesor '), el coreano no permite títulos solitarios para dirigirse a las personas. Es de mala educación dirigirse a alguien como 사장 (sajang) ‘presidente,’ 교수 (gyosu) ‘profesor,’ etc. sin sufijo. En coreano, esos títulos de trabajo irían seguidos del sufijo honorífico -님 (-nim) excepto cuando se trata de iguales sociales o de menor estatus.

## Honorificación del destinatario
'상대 높임법 (Honorificación del destinatario)' se refiere a la forma en que el hablante usa honoríficos hacia el oyente. '상대 높임법 (Honorificación del destinatario)' es la honorificación más desarrollada en idioma coreano que se realiza principalmente por la expresión de cierre, que luego se divide en gran medida en formas formales e informales, y se clasifica en 6 etapas según el grado de honorífico.

Las formas formales incluyen:
- el '하십시오 체 (forma hashipsio)' extremadamente formal y educada,
- el '하오 체 (forma hao)' algo moderado del destinatario,
- el 하게 체 (forma hage)' que moderadamente reduce el destinatario,
- y el '해라 체 (forma hera)' extremadamente baja.

Las formas casi informales para estos casos incluyen  '해요 체 (heyo)' que es informal para honoríficos, y le sigue '해 체 (he)' que es la manera más baja de informal.
Por ejemplo, puede escribir la siguiente oración de manera diferente usando diferentes terminaciones.
"Lee este libro."
"이 책을 읽으십시오. (I chegeul ilgeushipsio.)": usa la forma '하십시오 체'.
"이 책을 읽으시오. (I chegeul ilgeushio.)": usa la forma '하오 체'.
"이 책을 읽게. (I chegeul ilke.)": usa la forma '하게 체'.
"이 책을 읽어라. (I chegeul ilgora.)": usa la forma '해라 체'.
"이 책을 읽어요. (I chegeul ilgoyo.)": usa la forma '해요 체'.
"이 책을 읽어. (I chegeul ilgo.)": usa la forma '해 체'.

## Verbos honoríficos
Cuando se habla de alguien mayor de edad o una posición más importante que el hablante, el sistema honorífico coreano indexa principalmente el tema agregando el sufijo honorífico -시 (-si) o -으시 (-eusi) en la raíz del verbo.
Por lo tanto, 가다 (gada, "ir") se convierte en 가시다 (gasida). Sin embargo, algunos verbos tienen formas honoríficas supletivas:
| Verbo/Adjetivo simple | En honorífico             | Traducción         |
| --------------------- | ------------------------- | ------------------ |
| 가다 (kada)           | 가시다 (kashida)          | "Ir"               |
| 받다 (batda)          | 받으시다 (badeushida)     | "Recibir"          |
| 작다 (jakda)          | 작으시다 (jageushida)     | "(Ser) pequeño"    |
| Verbo/Adjetivo simple | Honorífico propio         | Traducción         |
| 있다 (itda)           | 계시다 (gyeshida)         | "Estar"            |
| 마시다 (mashida)      | 드시다 (deushida)         | "Beber"            |
| 먹다 (meokda)         | 드시다 (deushida)         | "Comer"            |
| 먹다 (meokda)         | 잡수시다 (japsushida)     | "Comer"            |
| 자다 (jada)           | 주무시다 (jumushida)      | "Dormir"           |
| 배고프다 (begopeuda)  | 시장하시다 (sijanghasida) | "Estar hambriendo" |

Algunos verbos tienen una forma humilde supletiva, cuando el hablante se está refiriendo a sí mismo, en una situación educada. Por ejemplo 드리다 (deurida) y 올리다 (ollida) por 주다 (juda, "dar"). 드리다 (deurida) es sustituido por 주다 (juda) cuando este último se usa como verbo auxiliar, mientras que 올리다 (ollida, literalmente "Levantar") se usa para 주다 (juda) en el sentido de "oferca".

## Pronombres
pronombres en coreano tienen su propio conjunto de equivalentes educados (ej., 저 (jeo) es la manera formal de  나 (na, "Yo") y 저희 (jeohui) es la manera formal de 우리 (uri, "Nosotros")). Sin embargo, el idioma coreano permite una sintaxis coherente sin pronombres, por lo que los coreanos generalmente evitan usar el pronombre singular en segunda persona, especialmente cuando se usan formas honoríficas. Los pronombres en tercera persona también se evitan ocasionalmente, principalmente para mantener una sensación de cortesía. Aunque la forma honorífica de  너 ( neo , singular "usted") es  당신 ( dangsin , literalmente, "amigo" o "querido" "), ese término se usa solo en algunos contextos sociales específicos, como entre personas que están casadas entre sí, o en un sentido irónico entre extraños. Otras palabras generalmente se sustituyen cuando es posible (por ejemplo, el nombre de la persona,  término de parentesco, un título profesional, el plural  여러분  yeoreobun  o ninguna palabra en todo, confiando en el contexto para proporcionar significado en su lugar.

### A-ya
El coreano tiene marcadores de casos vocativos que identifican gramaticalmente a una persona (animal, objeto, etc.) a la que se dirige para eliminar posibles ambigüedades gramaticales. -a o -ya (Hangul: 아, 야) es una terminación informal. No cambia por género, sino por terminación de consonante o vocal. Si un nombre termina en una consonante se usa 아 (e.g. Doyoung 도영아), mientras que -야 se usa si termina en vocal (e.g. Jongdae 종대야). Se usa entre personas cercanas entre ellos, y usarlo con personas que no tenemos buen vínculo, o desconocidos, es considerado como algo desubicado y rudo. Un adulto o padre puede usarlo para niños pequeños, y aquellos con igual posición social pueden usarlo entre ellos, pero un individuo joven no lo usará para uno que es mayor que uno mismo o tiene un estatus más alto que uno mismo.

### Ssi
Ssi (씨, 氏) es el honorífico más comúnmente utilizado entre personas de aproximadamente el mismo nivel de habla. Se adjunta después del nombre completo, como ' Park Jaehyung ssi' '(박제형 씨) , o simplemente después del nombre, ' 'Jaehyung ssi' '(제형 씨) si el hablante está más familiarizado con alguien. Agregar ssi al apellido, por ejemplo, "Park ssi" (박 씨) puede ser bastante grosero, ya que indica que el hablante se considera de un estatus social más alto que la persona con la que está hablando.

## Lectura adicional
- Sohn, Ho-min (2006). Lengua coreana en Cultura y Sociedad. Universidad de Hawái‘i Prensa: KLEAR Textbooks.

- Datos: Q467885